# 约瑟芬·德·博阿尔内
约瑟芬·德·博阿尔内（法語：Joséphine de Beauharnais，1763年6月23日—1814年5月29日），原名玛丽·罗丝·约瑟芙·塔舍·德·拉·帕热利（法語：Marie Rose Josèphe Tascher de la Pagerie），拿破仑·波拿巴的第一任妻子，法兰西第一帝国的皇后。约瑟芬生于法国海外省马提尼克（当时为殖民地），在巴黎附近的马尔迈松城堡去世。

## 早年
约瑟芬是法国拉帕热利领主约瑟夫-加斯帕尔·德·塔舍骑士（Joseph-Gaspard de Tascher）和夫人罗丝-克莱尔·德·维尔热·德·萨努瓦（Rose-Claire des Vergers de Sanois）的女儿。儘管她以“約瑟芬·德·博阿尔内”之名為世人所熟知，但這並非她早年所使用的姓名。“博阿尔内”來自於她的首任丈夫姓氏，她也鮮少使用約瑟芬這一中間名，直到她與拿破崙相識並結婚，因拿破崙常喚她作“約瑟芬”，她才開始使用這名字。她早年使用的名字是“蘿絲”或是“瑪莉·蘿絲”(Marie-Rose Tascher de la Pagerie)。
她的姐姐凯瑟琳·戴茜蕾與亞歷山大·德·博阿爾內訂立婚約，但凯瑟琳·戴茜蕾在1777年未完婚就去世，约瑟芬代替凱薩琳在1779年12月13日嫁给亚历山大，并生了两个孩子：欧仁·德·博阿尔内和奧坦絲（拿破仑三世的母亲）。
1794年雅各宾恐怖統治期間，她的丈夫亚历山大被雅各宾派拘禁於加爾默羅會監獄，不久被控叛国罪判处死刑。因为丈夫的原因，约瑟芬受到牵连，亦被拘禁於該處。后在热月党人让-朗贝尔·塔利安的干预下被释放。1795年热月党颁布新宪法，她丈夫的遗产得以归还。

## 生平

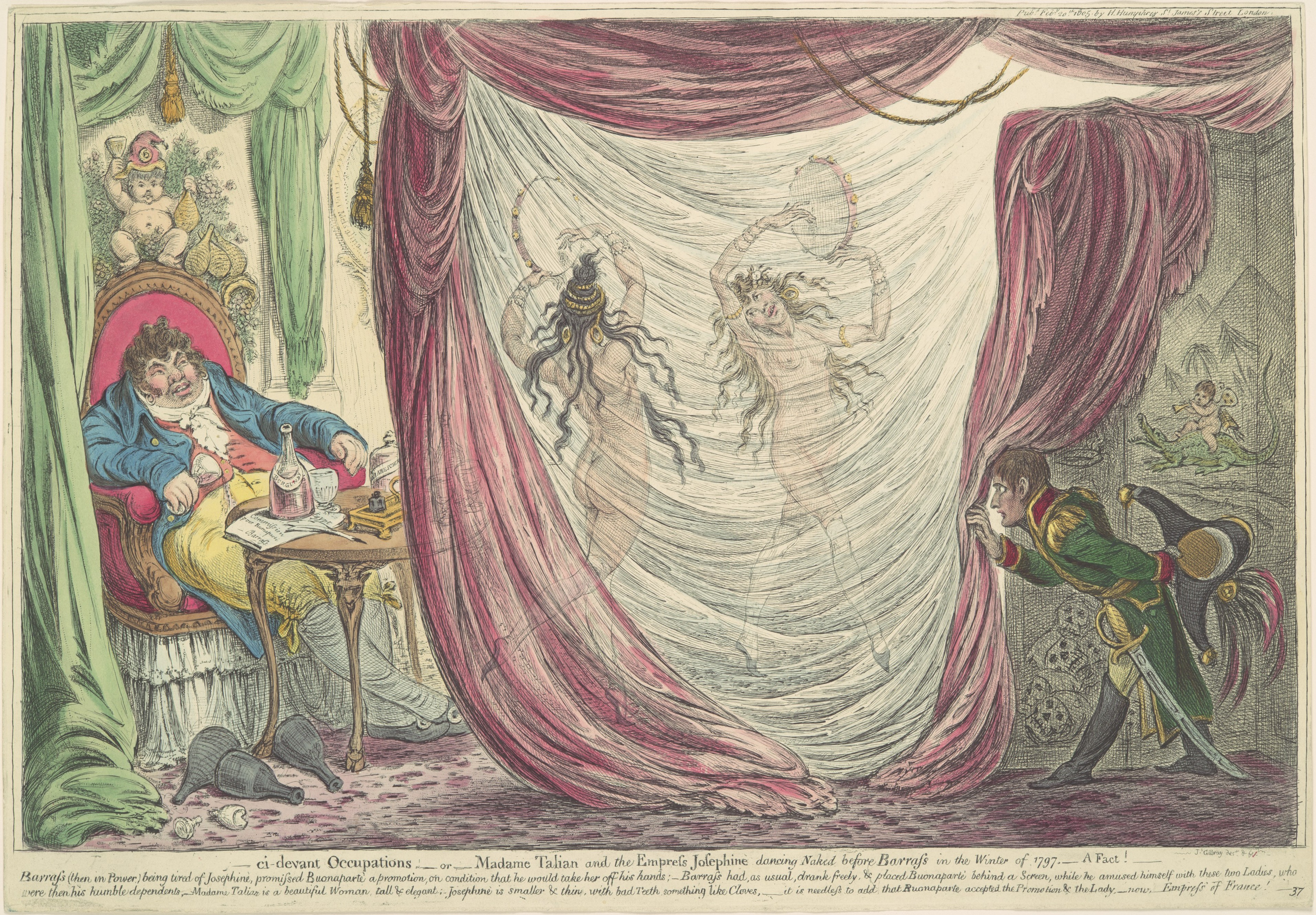
詹姆斯·吉爾雷在1805年創作的政治漫畫。共和國督政府的第一督政官保羅·巴拉斯欣賞泰雷莎·塔利安和約瑟芬跳艷舞，拿破仑在右側。

约瑟芬获释后经常出入巴黎上层人士的沙龍。她以美貌才智和绝佳的交际手段，在当时巴黎的社交界非常出名。作为寡妇的她与当时不少高层人物有染，其中包括在共和國督政府中最有权势的巴拉斯。
1795年拿破仑平定保王党叛乱后，成为督政府所青睞的的年輕將領。他在社交场合上认识了约瑟芬，并对她一見鍾情，約瑟芬也派她的孩子欧仁·德·博阿尔内與拿破崙接觸，雙方陷入戀情中，並於1796年3月9日成婚。結婚時約瑟芬33歲，拿破崙27歲，但結婚證書上二人各自虛報了年齡，約瑟芬虛報為29歲，拿破崙則虛報為28歲。
婚后2天，拿破仑便被共和國派往意大利作战，约瑟芬与年轻英俊的骑兵中尉伊波利特·夏尔成为情人。在此期间，拿破仑多次从意大利寄出热情洋溢的情书，但约瑟芬反应很冷淡。拿破崙在远征埃及期間，約瑟芬再次出軌，得知消息的拿破崙在與波利娜·富雷斯相遇後，後者很快成為他的情婦。此后，拿破仑对约瑟芬感情逐渐冷淡，雖然兩人擁有親密、宜人、友善的感情生活，但拿破崙在1800年至1810年間至少擁有25位情人。

## 加冕為皇后

在教宗庇護七世旁觀下，拿破侖替跪下的妻子約瑟芬加冕為皇后。

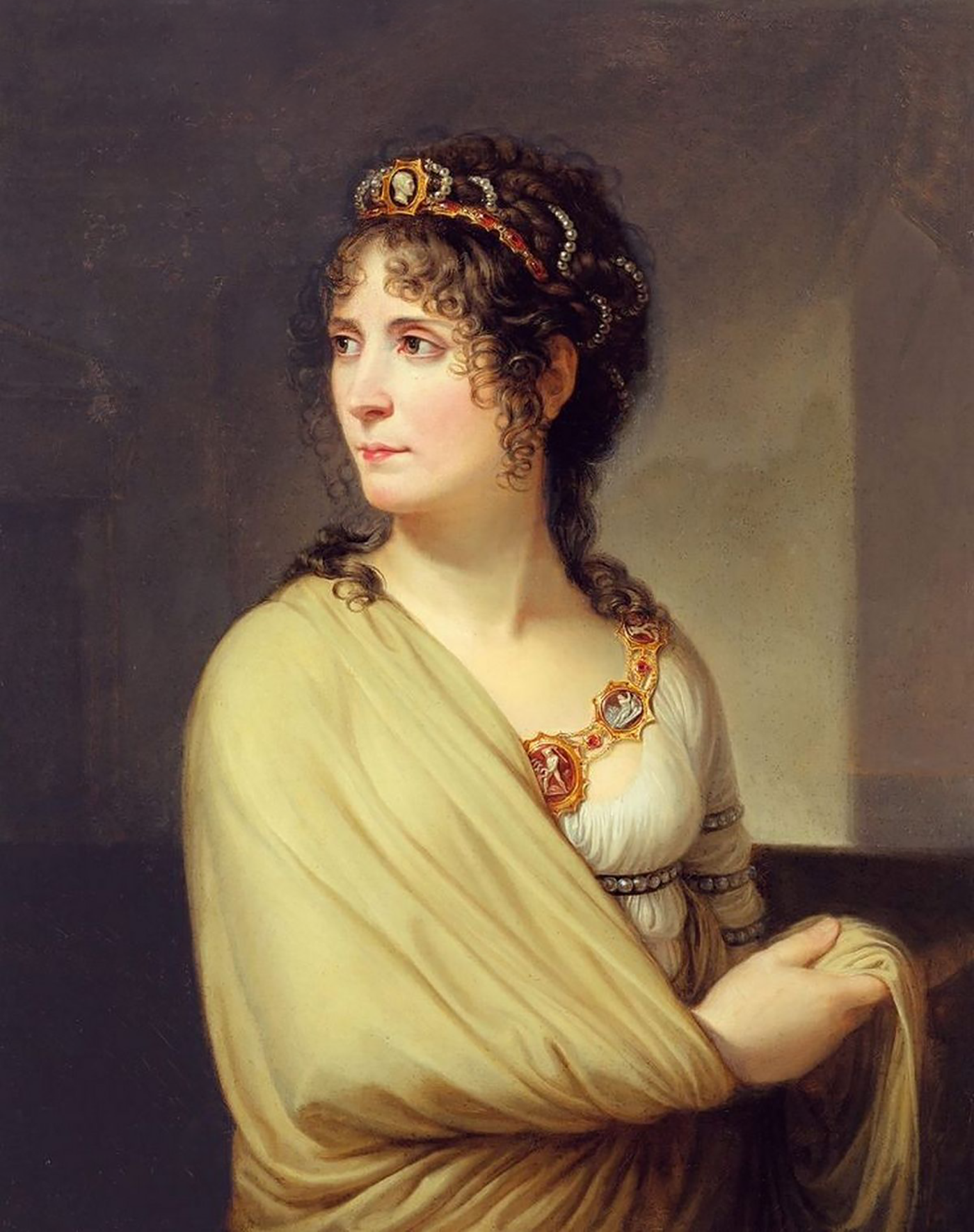
約瑟芬皇后後期的畫像

1804年12月2日，拿破仑在巴黎圣母院称帝，教宗庇护七世出席了加冕典礼。按照惯例，应该由庇护七世为拿破仑戴上皇冠；但拿破仑却示意庇护七世离开，亲手将皇冠戴在自己头上。随后将皇冠戴在约瑟芬的头上，亲自将她加冕为皇后。然而在加冕儀式前不久，拿破崙與約瑟芬間的關係曾一度緊繃，起因是約瑟芬身邊的女官伊麗莎白·德·沃代 ，約瑟芬懷疑她與拿破崙外遇，便跟蹤她的行蹤，後撞見二人長時間共處一室，拿破崙對約瑟芬監控他的行為大發雷霆，威脅要與她離婚，直到繼女奧坦絲出面求情，事情才得以落幕。
波拿巴家族成员與约瑟芬之間關係惡劣。他們不樂見拿破崙迎娶年長他6歲且育有二子的寡婦，因此反對二人的婚事，也看不慣約瑟芬本人。拿破崙的三位妹妹都不肯捧約瑟芬的托裙，呂西安·波拿巴與太后根本不想參加典礼。

## 離婚與晚年
她与拿破仑之间一直没有子女，但拿破崙卻在期間誕下數名私生子。因約瑟芬遲遲未能誕下子嗣，加上原先被拿破崙視為繼承人的姪子拿破崙·夏爾·波拿巴於1809年死於哮吼，使得拿破崙迫切需要繼承人，基於外交考量，迎娶奧地利公主玛丽·路易莎。1810年1月10日，拿破仑和约瑟芬离婚，但是拿破仑给予了约瑟芬一系列优待，保留了她皇后的尊号，並給予豐厚的津貼。
离婚后，约瑟芬居於巴黎附近的馬爾邁松城堡，期間仍與拿破崙保持往來，並在城堡接待各國政要。在接待完俄國沙皇亞歷山大一世不久後，約瑟芬於1814年5月29日去世。约瑟芬葬於法國聖皮埃爾-聖保羅大教堂。多年后其女奧坦絲也葬在那里。

## 流行文化
- 《聖女戰旗》：登場同名角色，由一口井配音，故事中為瑪律梅沙龍的主持者。
- 《拿破崙》：由英國演員凡妮莎·寇比飾演拿破崙一世的妻子約瑟芬。